# Lüdersburg
Lüdersburg là một đô thị của huyện Lüneburg, bang Niedersachsen, Đức. Đô thị này có diện tích 18,87 km².